# Sen Monorom
Sen Monorom ( Língua khmer: ក្រចេះ) é uma cidade no nordeste do Camboja, sendo capital da província de Mondul Kiri. De acordo com estimativas populacionais de 2009, a população da cidade é estimada em 7 500 habitantes. Fica na região de fronteira do país com o Vietname.